# Theridion cazieri
Theridion cazieri là một loài nhện trong họ Theridiidae.
Loài này thuộc chi Theridion. Theridion cazieri được Herbert Walter Levi miêu tả năm 1959.